# Chapelle de Gornévec
La chapelle de Gornévec est située sur la commune de Plumergat.

## Localisation
La chapelle est située dans le département français du Morbihan, sur la commune de Plumergat.

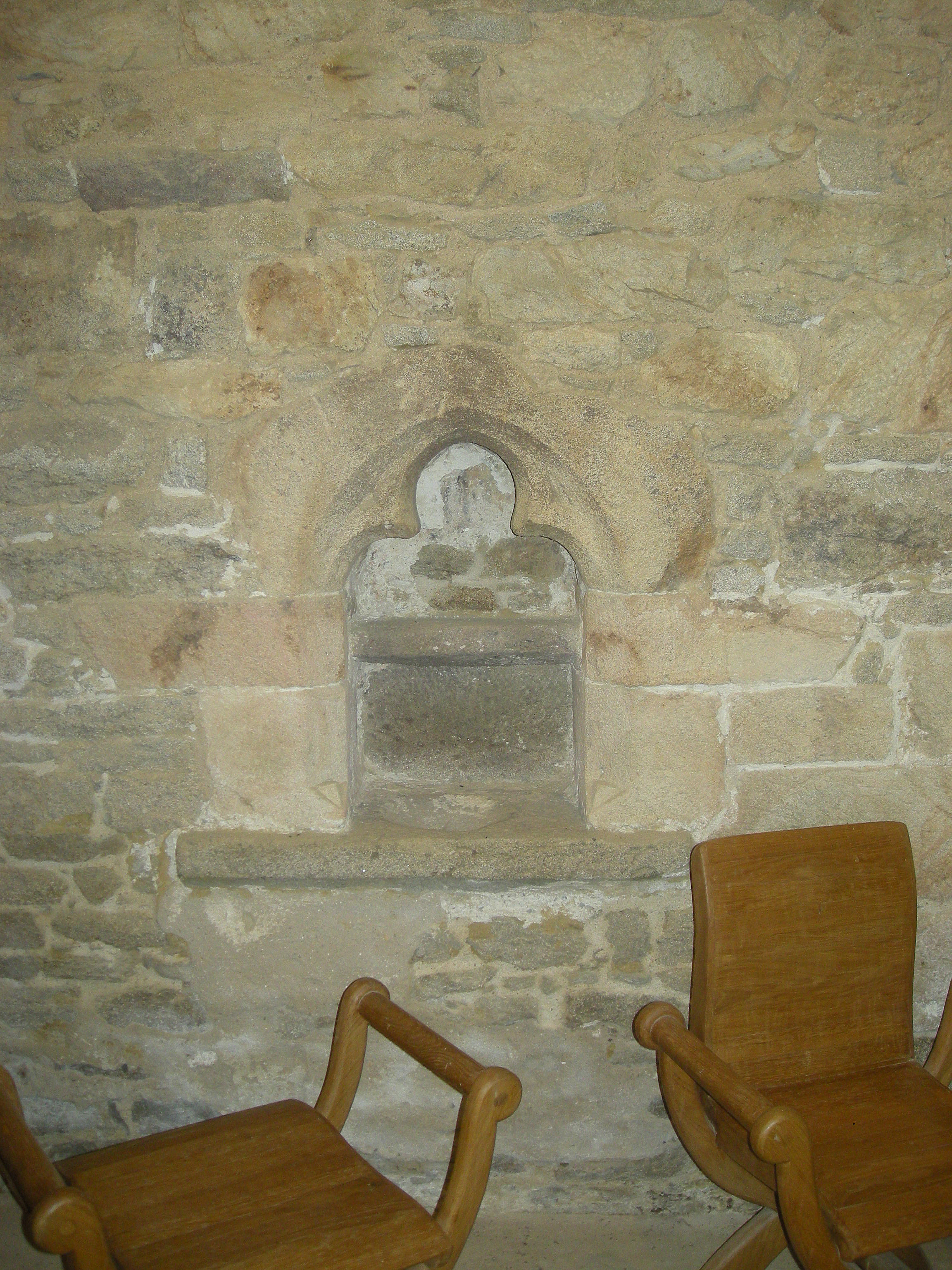
Dans le chœur, à droite, la crédence.

## Historique
La Chapelle de Gornévec doit son nom à l'ancienne voie romaine Hent-Gornevec. C'est une ancienne propriété des moines de Saint-Gildas-de-Rhuys.
La première construction daterait du XIe siècle.
Au XVe siècle, le transept et le chœur ont été reconstruits sur les fondations de la chapelle précédente.
Au XXe siècle, la toiture s'effondre et la chapelle tombe en ruine.
L'édifice est inscrit au titre des monuments historiques par arrêté du 23 février 1925.
Elle est reconstruite en 1990. La nouvelle charpente présente une copie de l'ancienne tombée en ruine en 1920.

## Description
La chapelle de Gornévec est construite en forme de croix latine. Le portail occidental était décrit ainsi : « Les portes, à anse de panier, sont surmontées d'arcs en accolade à chou et crosses; les fenêtres sont garnies de meneaux flamboyants »

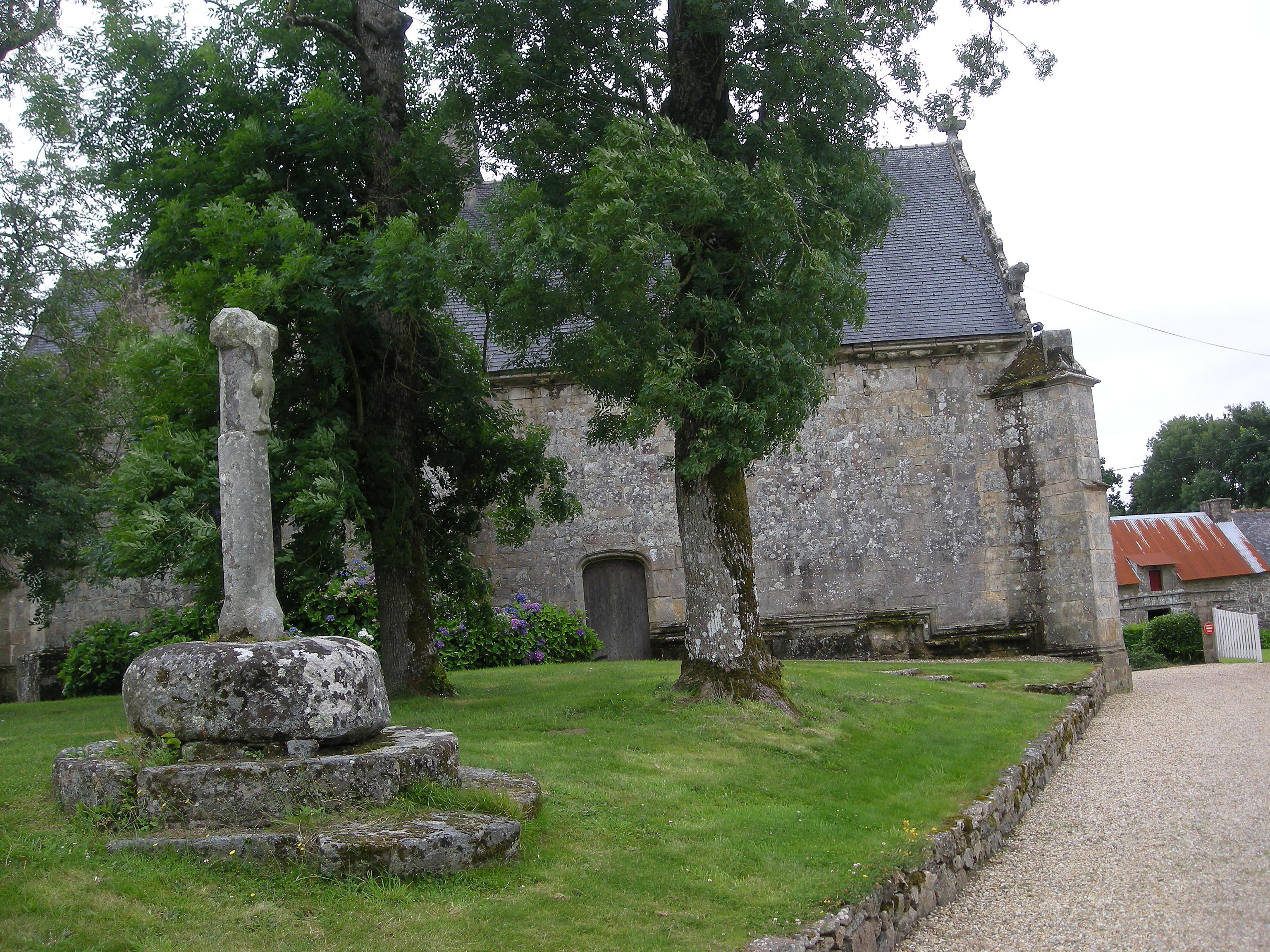
Le calvaire situé au nord de la chapelle.
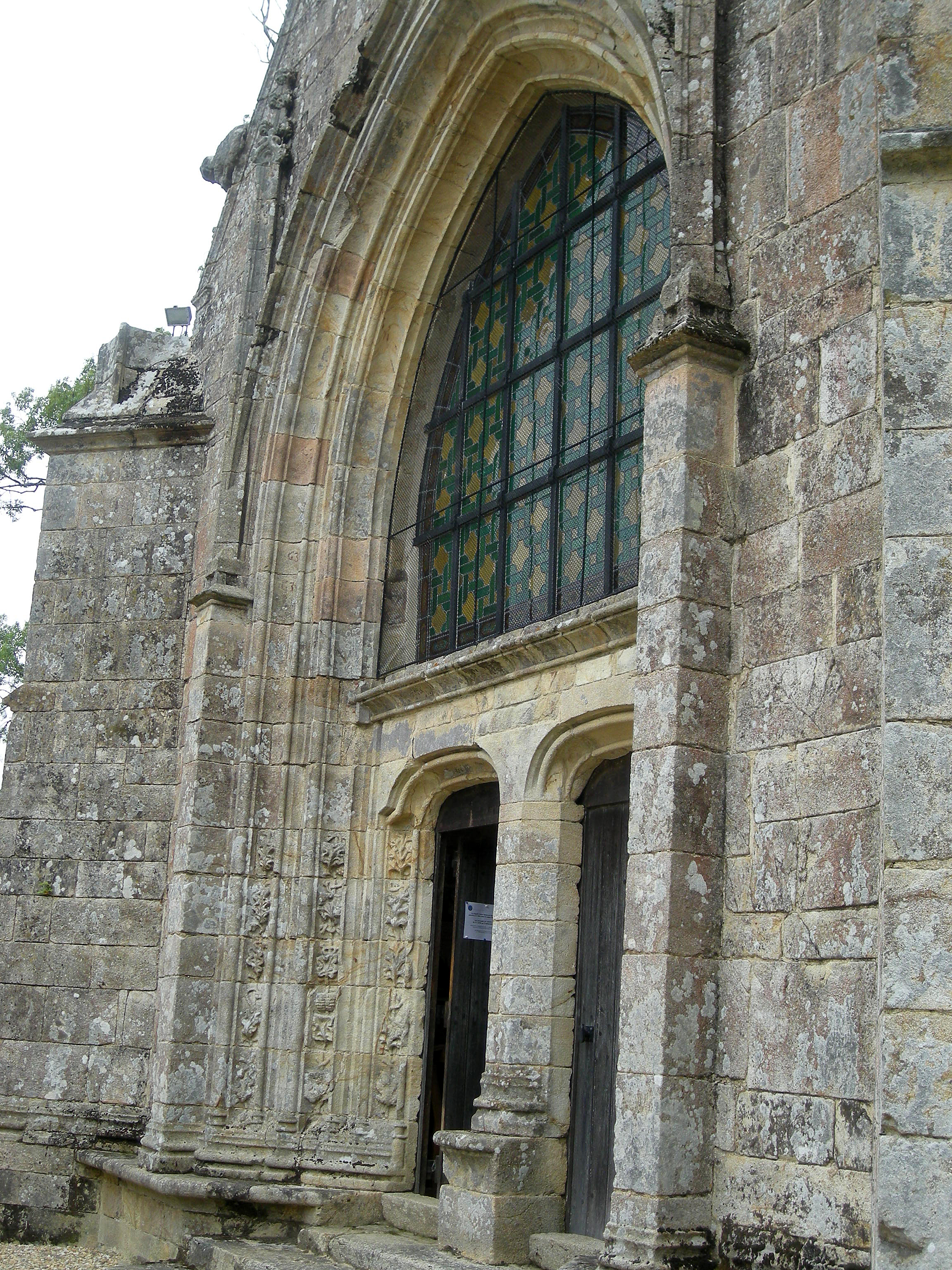
Le porche ou portail occidental.

### Les Sablières

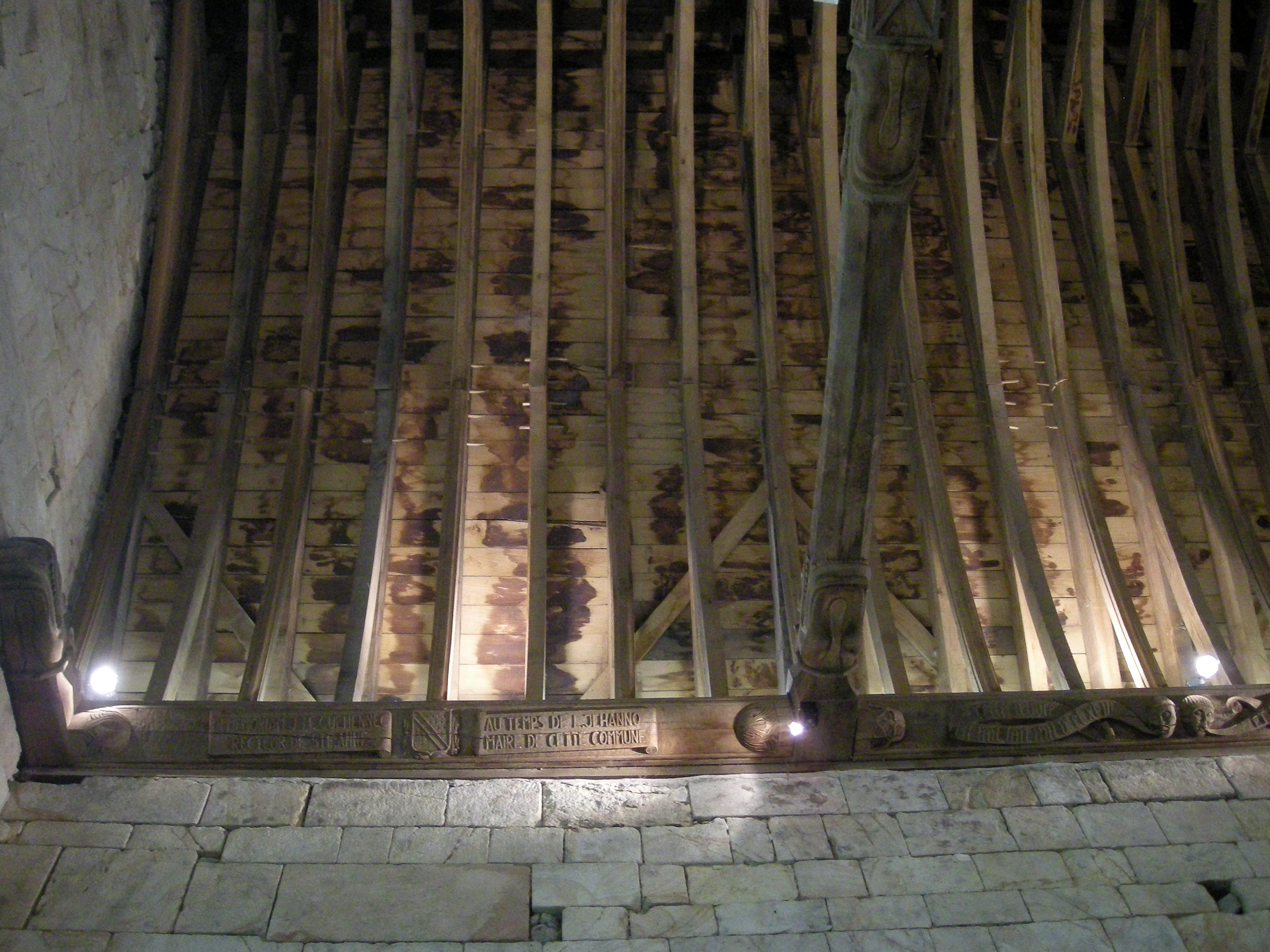

Les larmiers et les sablières sont sculptés.
Sur les sablières sont remarquables :
- Personnages et animaux fantastiques
- Représentation des corps de métier du bâtiment,
- Sous forme de rébus :
  - Apocalypse de Saint Jean
  - Pater

### La charpente
La charpente en chêne et la couverture en ardoises épaisses, posées en liaison brouillée, furent mises en place en 1999.

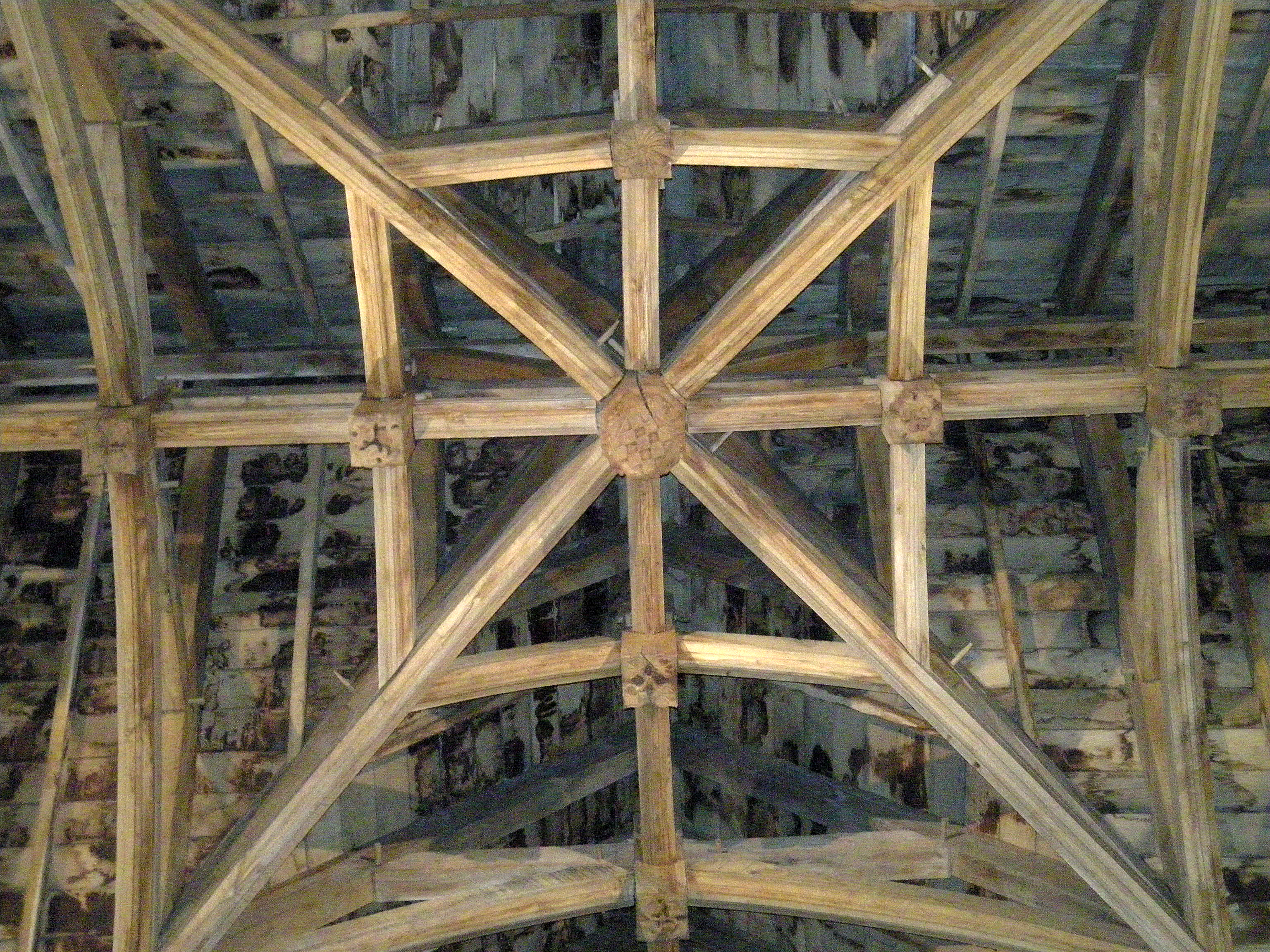
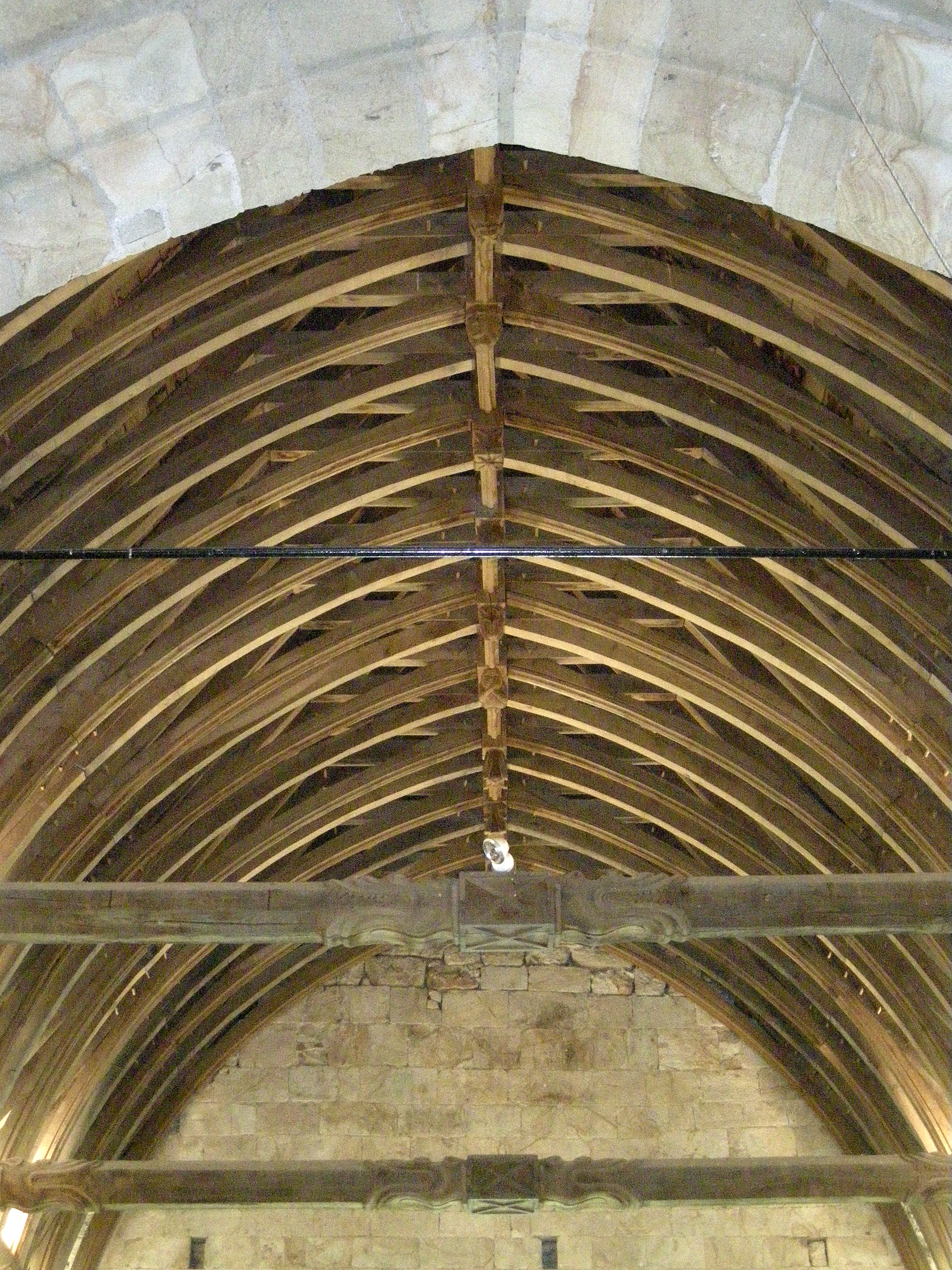

### Les vitraux
Les baies du chœur et du transept accueillent des vitraux remarquables. Ils furent posés en 2000.
Dans les remplages des vitraux restaurés, apparaissent les armoiries des seigneurs ayant possédé des droits dans la chapelle.

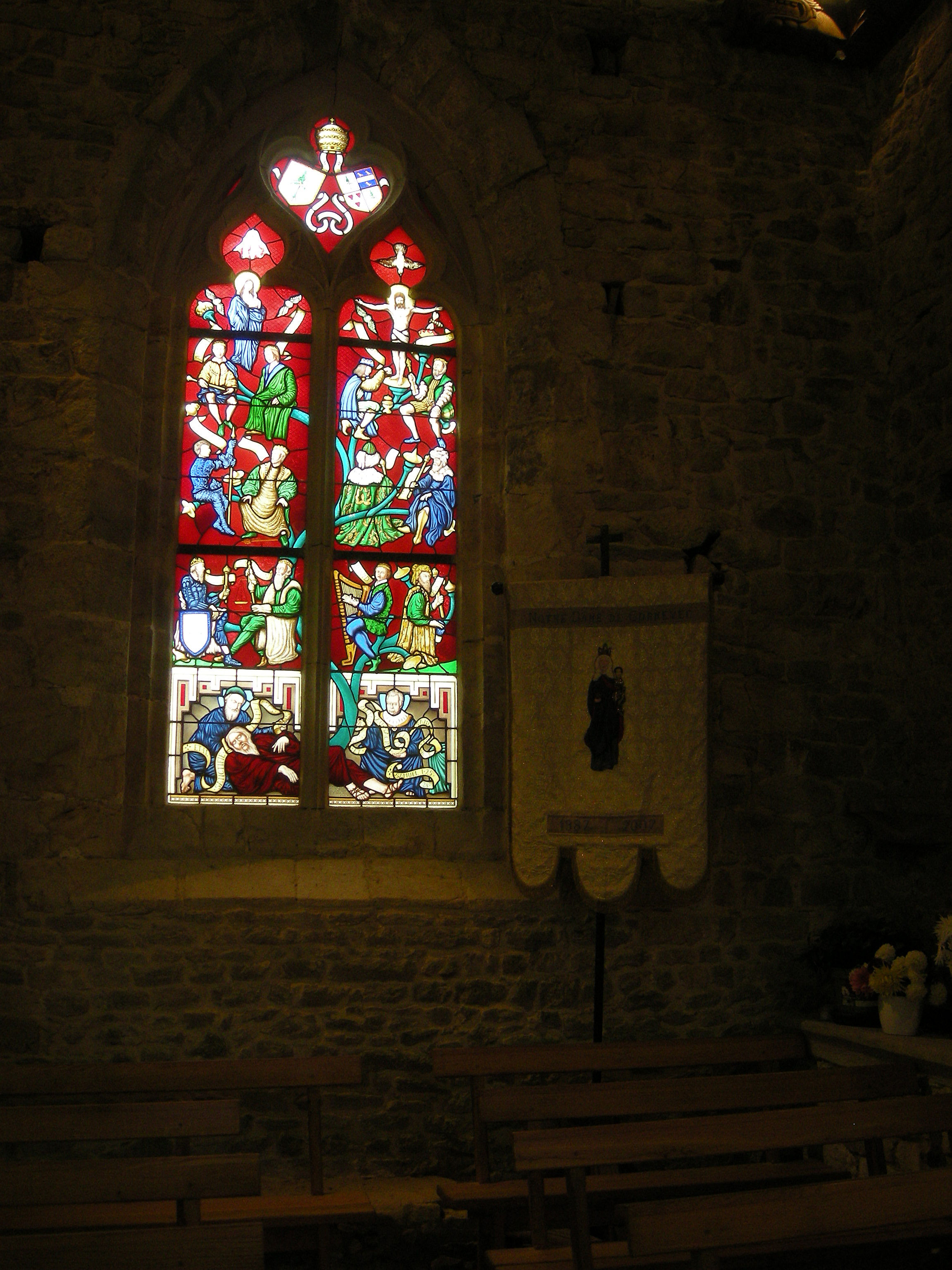
La baie du transept nord, représente l'arbre de Jessé.
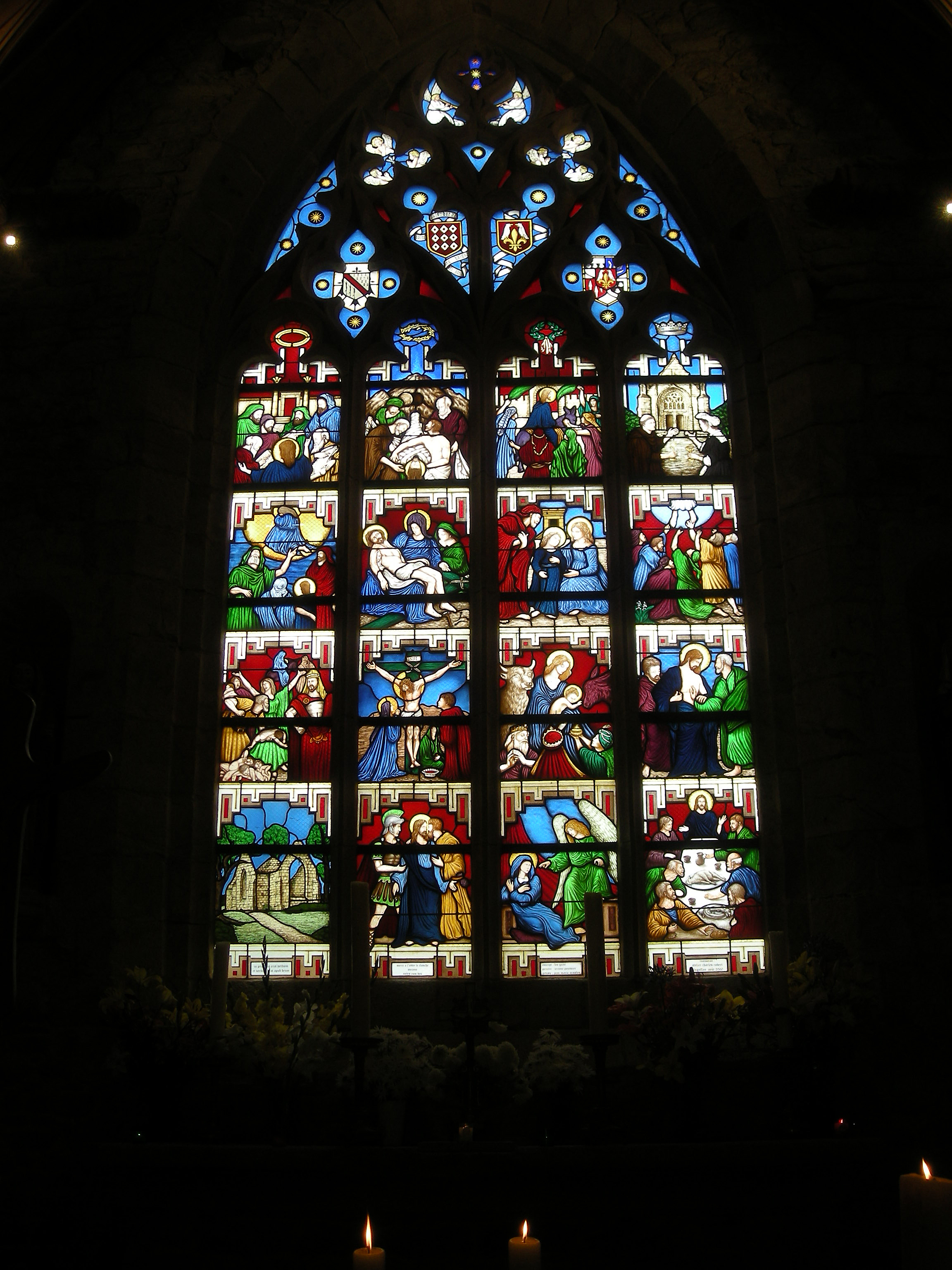
La maîtresse vitre représente les sept joies et les sept peines de la Vierge.
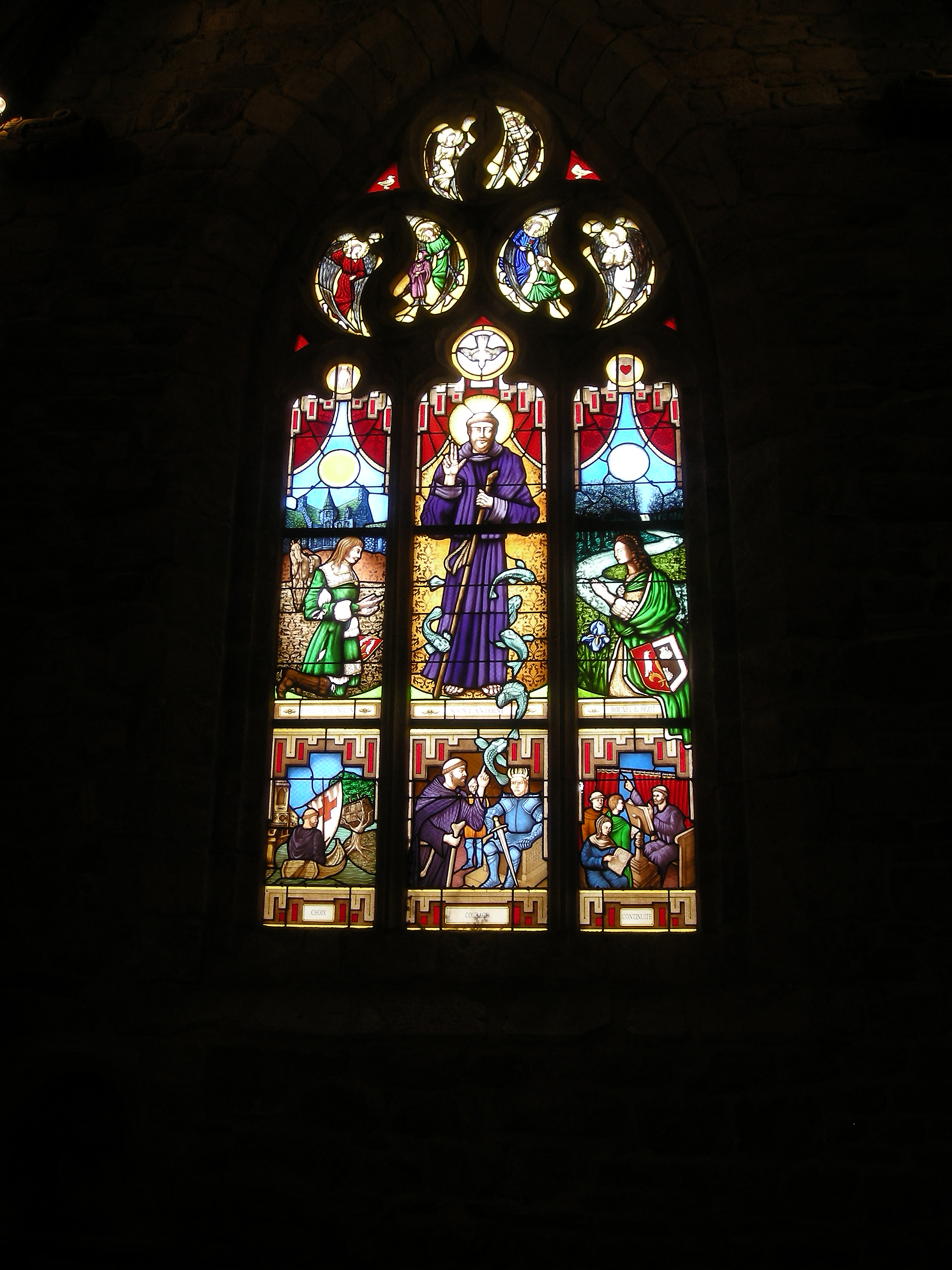
La baie du transept sud, représente plusieurs scènes de la vie de saint Antoine.

### Les statues
Plusieurs statues sont présentées. Ce sont des copies, les originaux sont déposés au trésor de la basilique Sainte-Anne d'Auray :
- Sainte Marguerite
- Vierge de Pitié ou Pietà
- Sainte reine "dite Sainte Hélène"[4]
- Vierge à l'Enfant couronnée
- Le Grand-Saint-Antoine et son fidèle cochon.

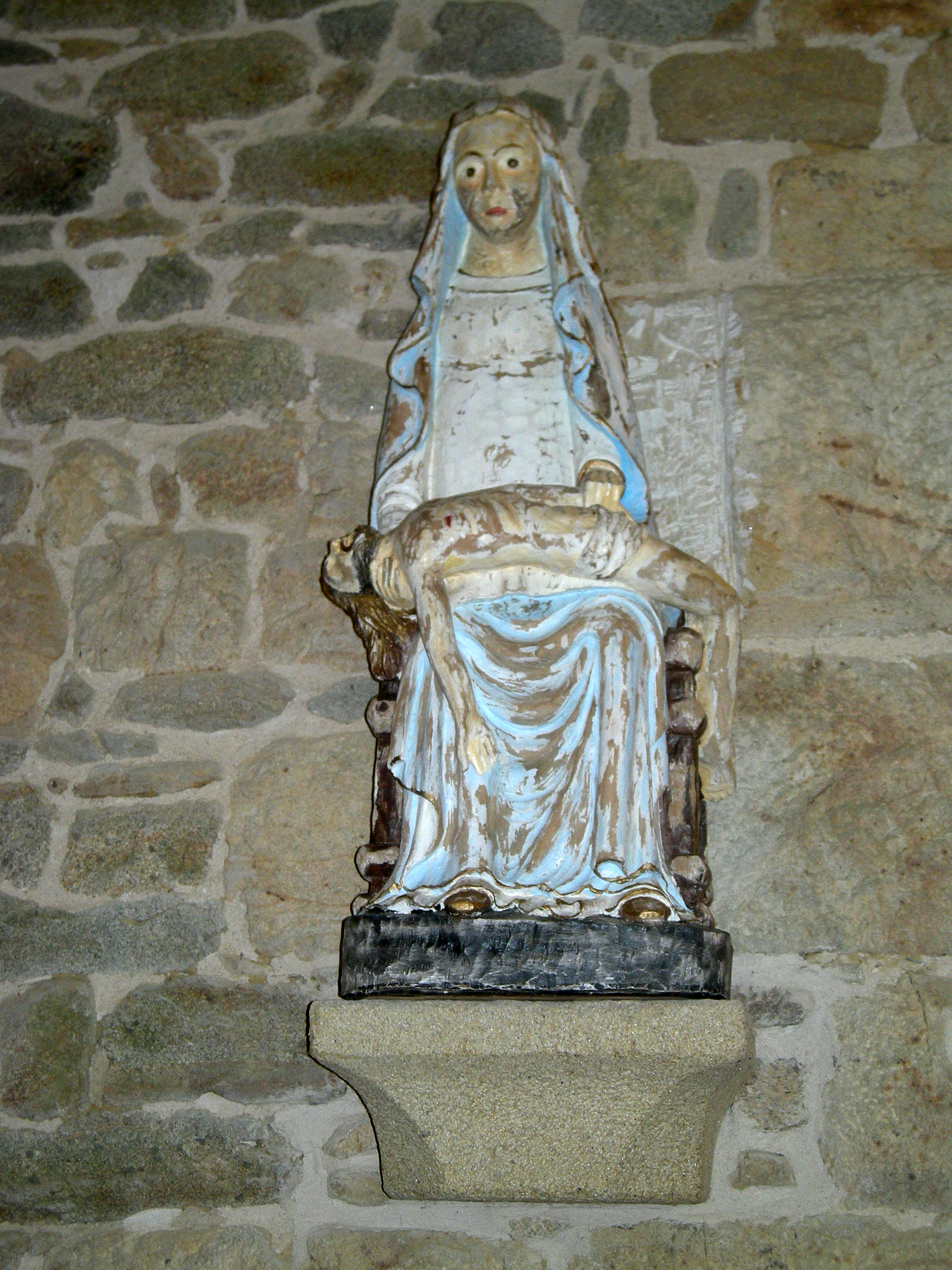
Pietà
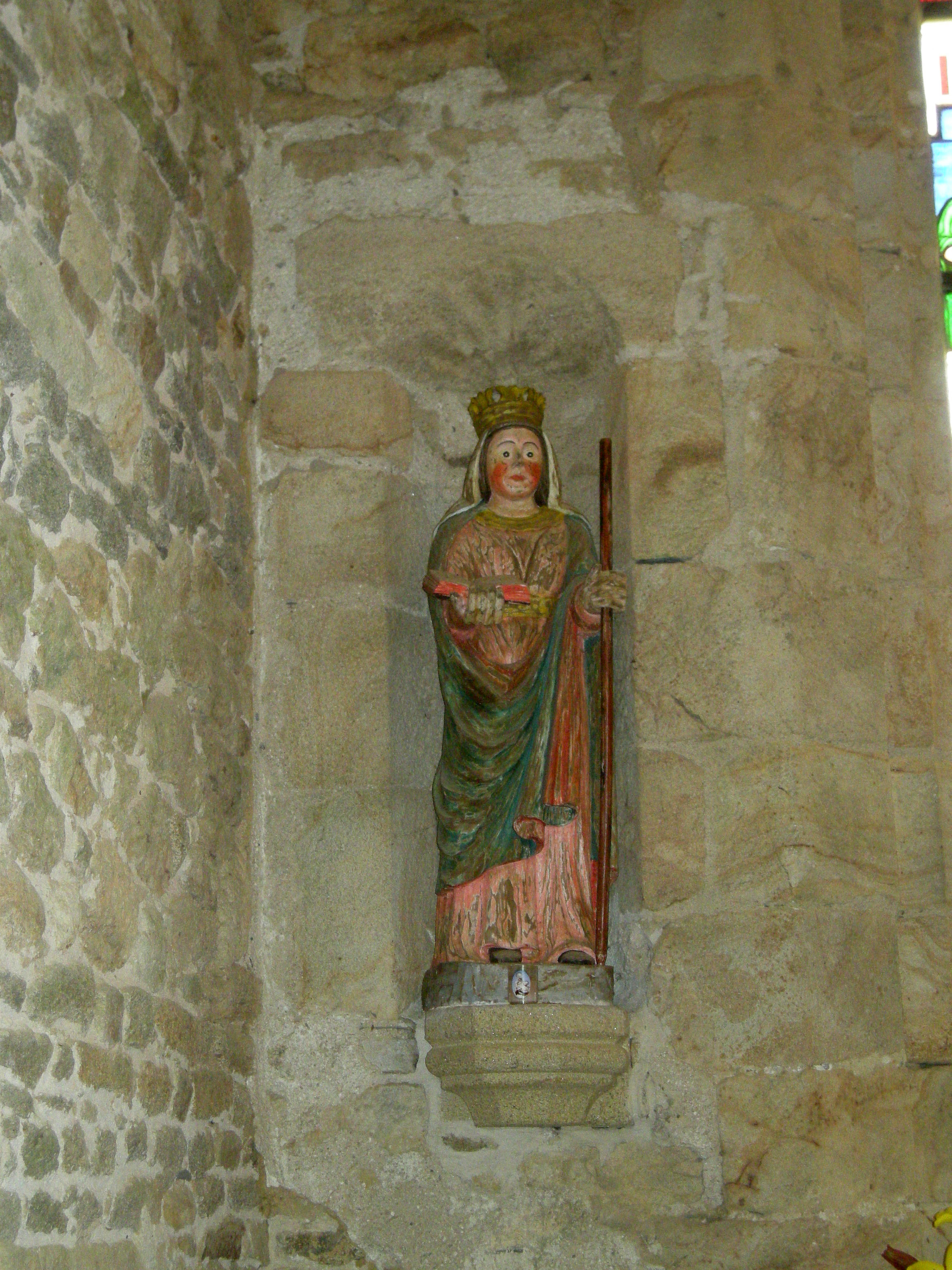
Sainte Hélène
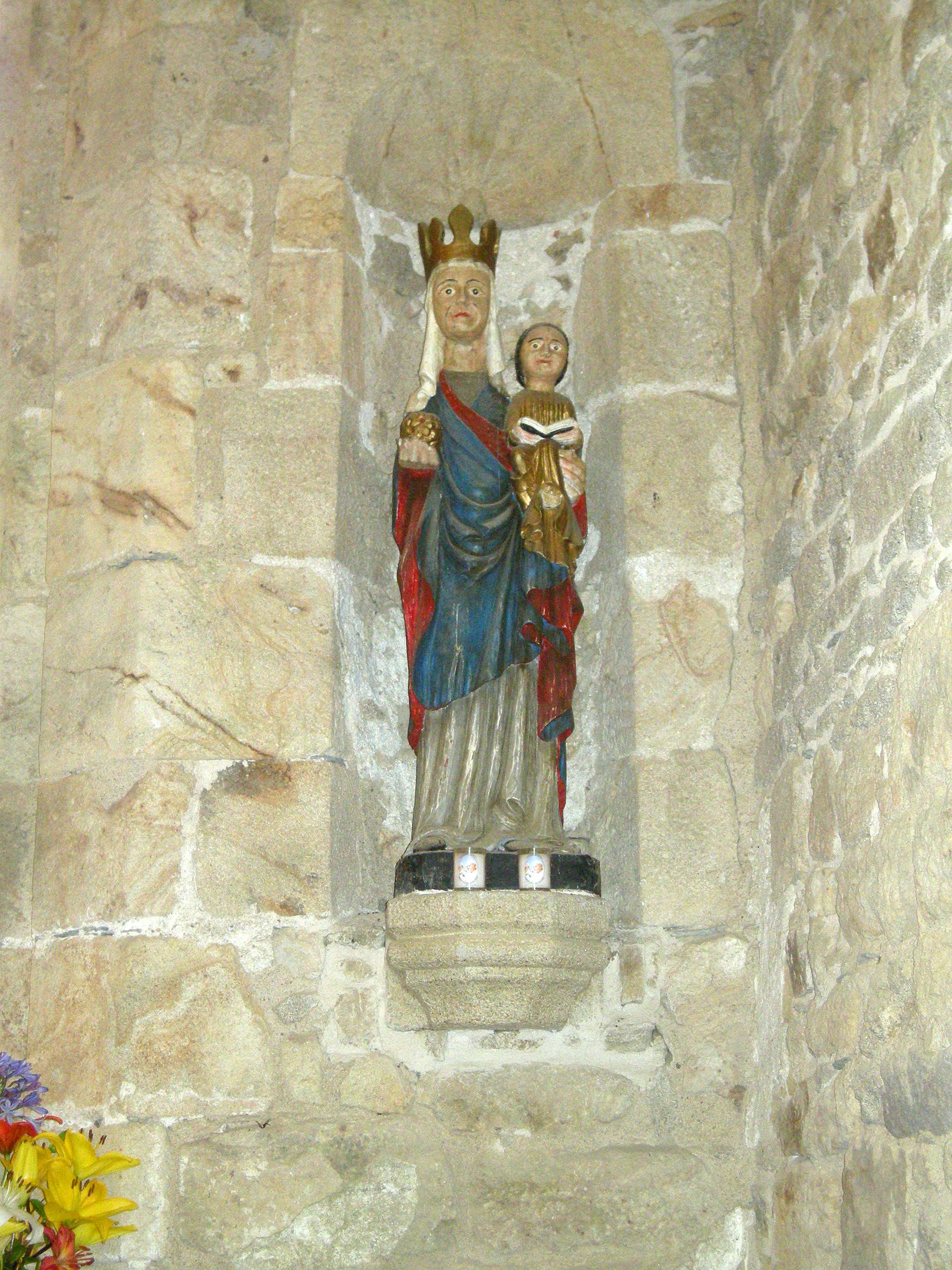
Vierge à l'Enfant
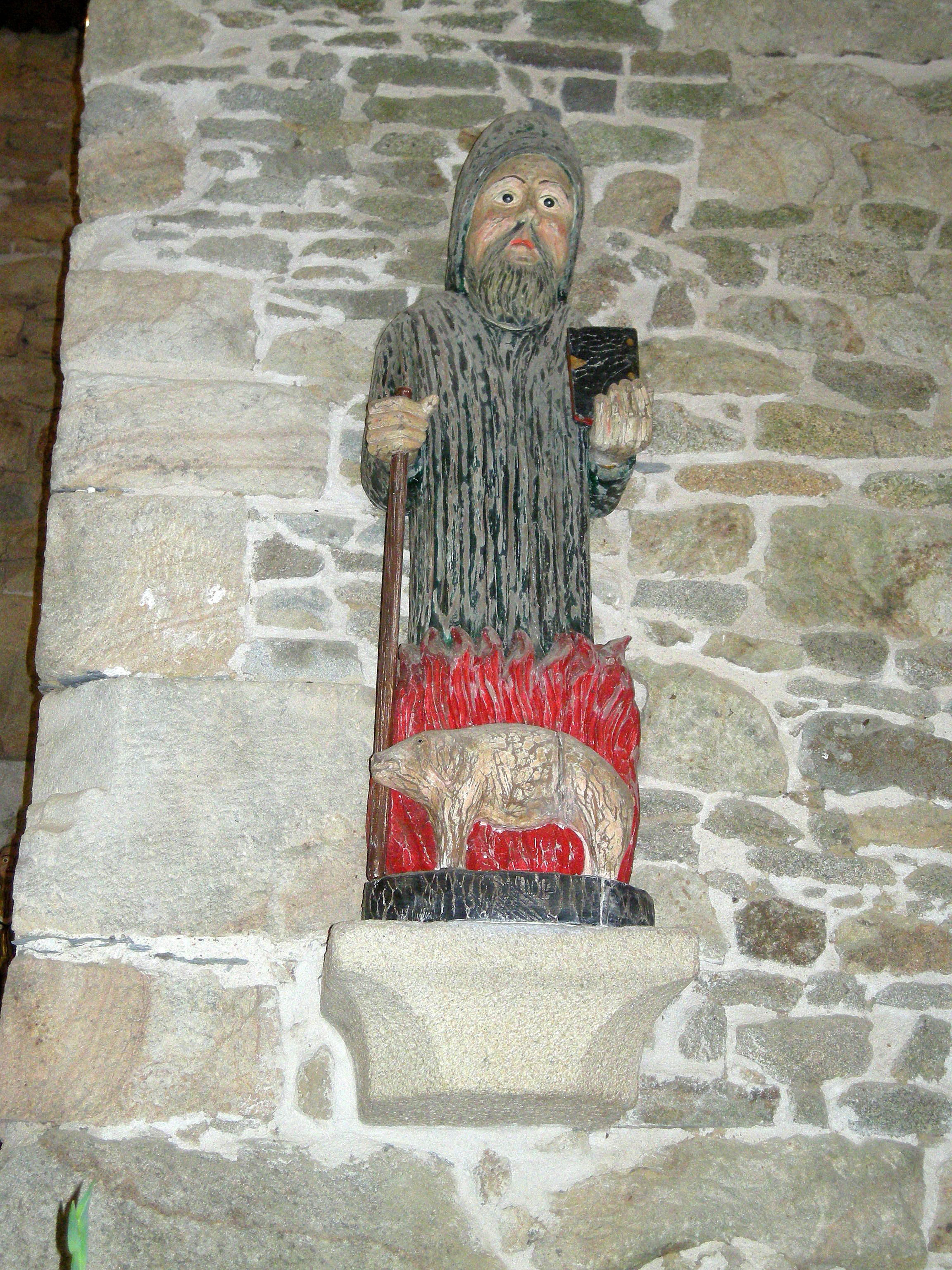
Saint Antoine & son cochon

### La cloche
L'ancienne cloche retrouvée brisée après la chute du pignon en 1920, est conservée dans la chapelle. La cloche actuelle a été reproduite à l'identique.

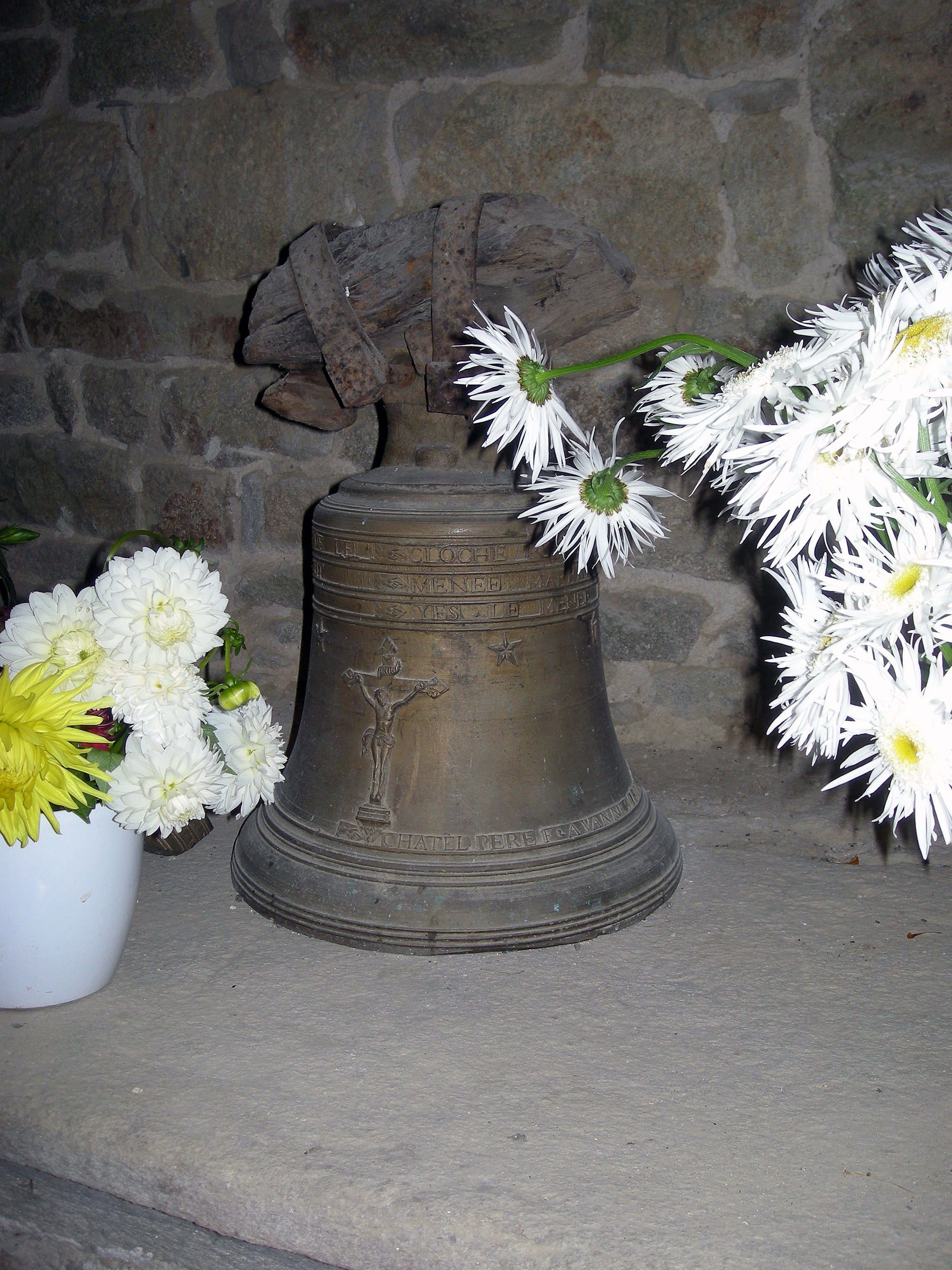
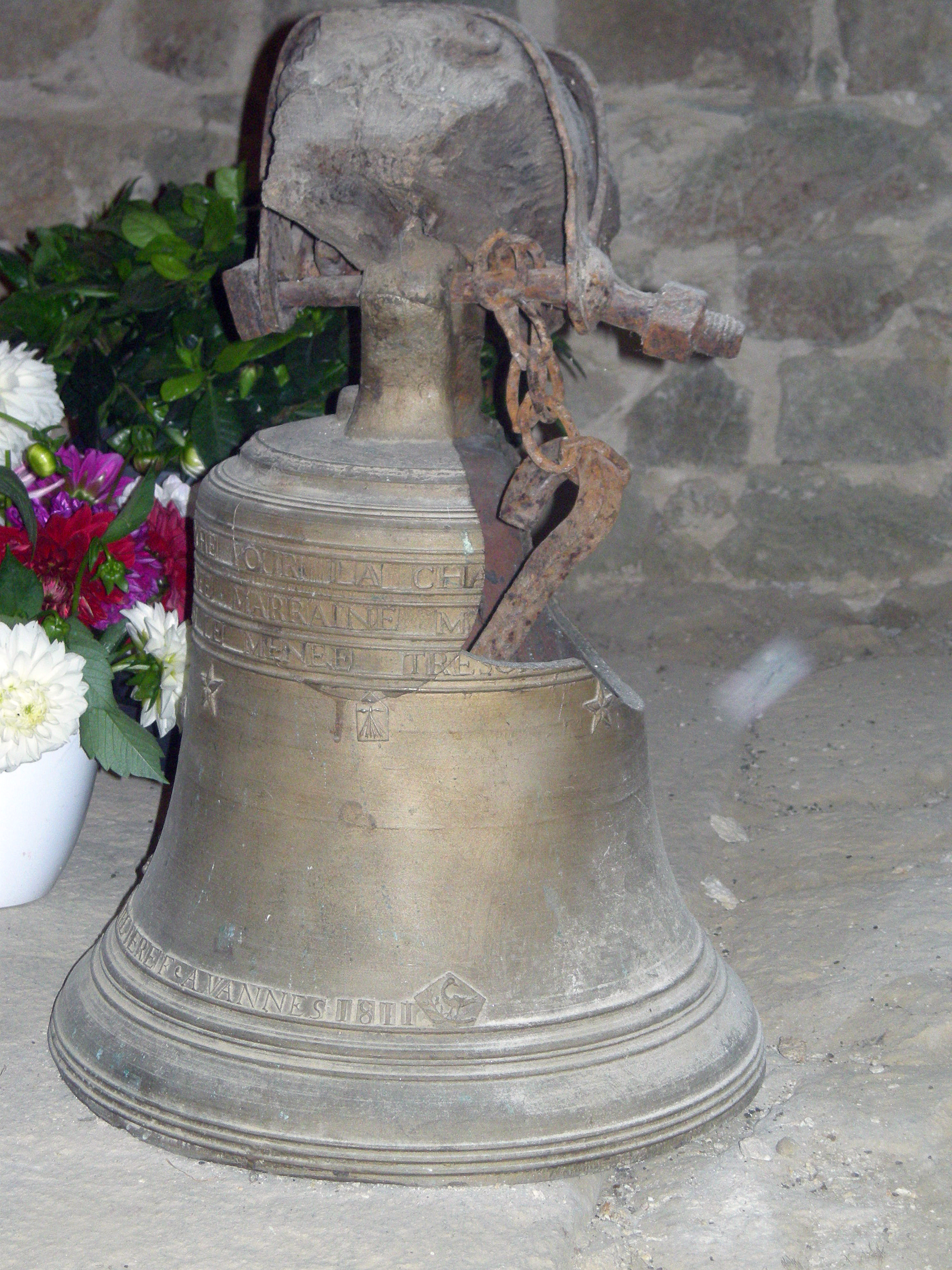